# Aglaoschema rondoniense
Aglaoschema rondoniense är en skalbaggsart som beskrevs av Dilma Solange Napp 2008. Aglaoschema rondoniense ingår i släktet Aglaoschema och familjen långhorningar. Inga underarter finns listade i Catalogue of Life.